# Melville Spence
Melville Emanuel Alfonso „Mel” Spence  (ur. 2 stycznia 1936 w Kingston, zm. 28 października 2012 w Fort Lauderdale) – jamajski lekkoatleta specjalizujący się w długich biegach sprinterskich, dwukrotny uczestnik letnich igrzysk olimpijskich (Melbourne w 1956 oraz Tokio w 1964).
Brat bliźniak Malcolma Spence’a, również lekkoatlety.

## Sukcesy sportowe
| Rok  | Miasto    | Zawody                                                 | Konkurencja                                | Wynik                       |
| ---- | --------- | ------------------------------------------------------ | ------------------------------------------ | --------------------------- |
| 1955 | Meksyk    | Igrzyska panamerykańskie                               | sztafeta 4 × 400 metrów                    | srebrny medal               |
| 1959 | Chicago   | Igrzyska panamerykańskie                               | sztafeta 4 × 400 m bieg na 800 metrów      | złoty medal4. miejsce       |
| 1962 | Perth     | Igrzyska Imperium Brytyjskiego i Wspólnoty Brytyjskiej | sztafeta 4 × 440 jardów bieg na 440 jardów | złoty medal 6. miejsce      |
| 1963 | São Paulo | Igrzyska panamerykańskie                               | bieg na 400 m sztafeta 4 × 400 m           | srebrny medal brązowy medal |
| 1964 | Tokio     | Letnie igrzyska olimpijskie                            | sztafeta 4 × 400 m                         | 4. miejsce                  |

## Rekordy życiowe
- bieg na 400 metrów – 46,94 – 1963[1]